# Arthur Klotzbach
Arthur Max Klotzbach (* 4. Dezember 1877 in Kupferdreh; † 13. September 1938 in Frankfurt am Main) war ein deutscher Montanwirtschaftsführer.

## Leben
Als Sohn eines Bahnhofsvorstehers geboren besuchte er das Realgymnasium in Düsseldorf und absolvierte danach eine kaufmännische Ausbildung bei einer Düsseldorfer Maschinenfabrik. Ab 1904 war er Prokurist beim Rheinisch-Westfälischen Roheisensyndikat in Düsseldorf, bis dieses 1908 aufgelöst wurde. Folgend wurde er Leiter der Roheisenverkaufsstelle der Gelsenkirchener Bergwerks-AG in Essen. 1910 war er maßgeblich an der Gründung des Roheisenverbandes Essen beteiligt, das er bis 1925 leitete. Er wechselte ins Direktorium der  Friedrich Krupp AG, wo er mit der Leitung des kaufmännischen Bereichs betraut war. Zudem hatte er mehrere Aufsichtsratsmandate inne.
Klotzbach erarbeitete sich auf dem Gebiet der industriellen Verbandsarbeit besondere Anerkennung. Ab 1925 bis zu seinem Tod war er Erster Vorsitzender des Roheisenverbandes sowie gleichzeitig Vorsitzender das Stabeisenverbandes. Zudem war er Mitglied der internationalen Rohstahlgemeinschaft Luxemburg und weiterer internationaler Verbände. Als Verfasser der Geschichte des Roheisen-Verbandes im Jahr 1926 wurde er von der Universität Gießen gewürdigt. In der Interessenvereinigung Ruhrlade war er Mitglied als einer der zwölf einflussreichsten Ruhrindustriellen.
Klotzbach heiratete 1909 Elisabeth Koerwer (1880–1955) in Düsseldorf. Er wurde auf dem Friedhof Bredeney in Essen beigesetzt.

## Ehrungen
- Würde des Dr. rer. pol. h.c der Universität Gießen